# Adam-Charles-Gustave Desmazures
Pour les articles homonymes, voir Desmazures.
Adam-Charles-Gustave Desmazures (15 janvier 1818 - 30 septembre 1891) est un prêtre et un écrivain canadien.

## Biographie
Né à Nogent-sur-Seine dans le département de l'Aude en France le 15 janvier 1818, il est d'abord avocat. Puis il entre chez les Sulpiciens en 1844 et est ordonné à Paris, le 23 décembre 1848.
Il est en France de 1848 à 1851. À Montréal de 1851 à 1891, il est vicaire à Saint-Jacques et à Notre-Dame. Il reçoit le titre de docteur ès-lettres de l'université de Québec en 1868.
Auteur de plusieurs ouvrages, il décède à Montréal, le 30 septembre 1891.

## Ouvrages publiés
- Souvenirs de la Terre-Sainte : Moueurs et usages des tribes arabes nomades de la Syrie au temps présent, Paris : imprim. de Pillet aîné, 1845.
- Le Canada en 1868, Paris : E. Belin, [1868?].
- Église de Saint-François d'Assise, Montréal : Institut des artisans, 1870.
- Entretien sur les arts industriels, Montréal : Institut des artisans, 1870.
- Souvenirs de la persévérance de Montréal, Montréal : [s.n.], 1872.
- Explication des peintures de la chapelle Nazareth, Montréal : Eusèbe Senécal, imprimeur-éditeur, [1872?].
- M. Faillon, prêtre de St. Sulpice : sa vie et ses œuvres, Montréal : Bibliothèque paroissiale, 1879.
- Mr. E. Picard prêtre de Saint-Sulpice, E. Sénécal, 1886.
- Colbert et le Canada, Saint-Cloud : Vve E. Belin et fils, 1889.
- M. Flavien Martineau, prêtre de St. Sulpice : esquisse biographique, Montréal : Impr. de J. Lovell, 1889.
- Cours d'archéologie : les Indes, l'Égypte, l'Assyrie, la Palestine, Montréal, 1890.
- Histoire du Chevalier d'Iberville, 1663-1706, Montréal : J.M. Valois, 1890.